# 名鳥優
名鳥 優（なとり ゆう、1966年8月14日 - ）は、日本の元ストリッパー。
東京都出身。身長164cm、スリーサイズ はB82cm・W57cm・H88cm。血液型はB型。

## 来歴
- 1986年12月1日、浅草ロック座でデビュー。以後フリーで数多くの劇場で活躍。
- 1997年5月21日から「休業中」である。

## 代表演目
- 鳳凰
- クレオパトラ
- ナチスの女
- 雪女
- クモ女
- カルメン　　他…